# Dryobotodes pryeri
Dryobotodes pryeri är en fjärilsart som beskrevs av John Henry Leech 1900. Dryobotodes pryeri ingår i släktet Dryobotodes och familjen nattflyn. Inga underarter finns listade i Catalogue of Life.